# اندیس مرمریت مائین بلاغ تکاب
مرمریت مائین بلاغ تکاب یک اندیس مصالح ساختمانی است که در استان آذربایجان غربی قرار دارد و مادهٔ معدنی موجود در آن، مرمریت است. سنگ میزبان این اندیس سنگ آهک است و دیرینگی آن به دوران الیگومیوسن می‌رسد.